# Christian Cantwell
Christian Cantwell (Jefferson City, 30 settembre 1980) è un pesista statunitense, campione mondiale outdoor e tre volte indoor.

## Progressione

### Getto del peso outdoor
| Stagione | Risultato | Luogo     | Data      | Rank. Mond. |
| -------- | --------- | --------- | --------- | ----------- |
| 2015     | 21,64 m   | Eugene    | 28-6-2015 |             |
| 2014     | 21,85 m   | Kingston  | 3-5-2014  | 4º          |
| 2013     | 20,29 m   | Kingston  | 4-5-2013  | 33º         |
| 2012     | 22,31 m   | Champaign | 7-7-2012  | 1º          |
| 2011     | 22,07 m   | Bruxelles | 26-6-2011 | 5º          |
| 2010     | 22,41 m   | Eugene    | 3-7-2010  | 1º          |
| 2009     | 22,16 m   | Zagabria  | 31-8-2009 | 1º          |
| 2008     | 21,76 m   | Modesto   | 10-5-2008 | 4º          |
| 2007     | 21,96 m   | Carson    | 20-5-2007 | 2º          |
| 2006     | 22,45 m   | Gateshead | 11-6-2006 | 1º          |
| 2005     | 21,67 m   | Siviglia  | 4-6-2005  | 3º          |
| 2004     | 22,54 m   | Gresham   | 5-6-2004  | 1º          |
| 2003     | 21,62 m   | Salamanca | 15-7-2003 | 5º          |
| 2002     | 21,45 m   | Iowa City | 4-5-2002  | 7º          |
| 2001     | 19,71 m   | Emporia   | 12-5-2001 | -           |
| 2000     | 19,67 m   | Columbia  | 20-5-2000 | -           |

### Getto del peso indoor
| Stagione | Risultato | Luogo        | Data      | Rank. Mond. |
| -------- | --------- | ------------ | --------- | ----------- |
| 2015     | 20,83 m   | Boston       | 7-2-2015  | 6º          |
| 2012     | 21,53 m   | Albuquerque  | 26-2-2012 | 5º          |
| 2011     | 21,21 m   | Nordhausen   | 21-1-2011 | 2º          |
| 2010     | 21,95 m   | New York     | 29-1-2010 | 1º          |
| 2009     | 21,47 m   | Nordhausen   | 23-1-2009 | 1º          |
| 2008     | 22,18 m   | Warrensburg  | 22-2-2008 | 2º          |
| 2007     | 21,88 m   | New York     | 2-2-2007  | 1º          |
| 2006     | 21,10 m   | Boston       | 25-2-2006 | 5º          |
| 2005     | 21,06 m   | Columbia     | 14-1-2005 | 5º          |
| 2004     | 21,95 m   | Columbia     | 20-2-2004 | 1º          |
| 2003     | 20,85 m   | Lincoln      | 8-2-2003  | 8º          |
| 2002     | 20,86 m   | New York     | 1-3-2002  | 6º          |
| 2001     | 19,37 m   | Columbia     | 17-2-2001 | 37º         |
| 2000     | 18,72 m   | Fayetteville | 10-3-2000 | 62º         |

## Palmarès

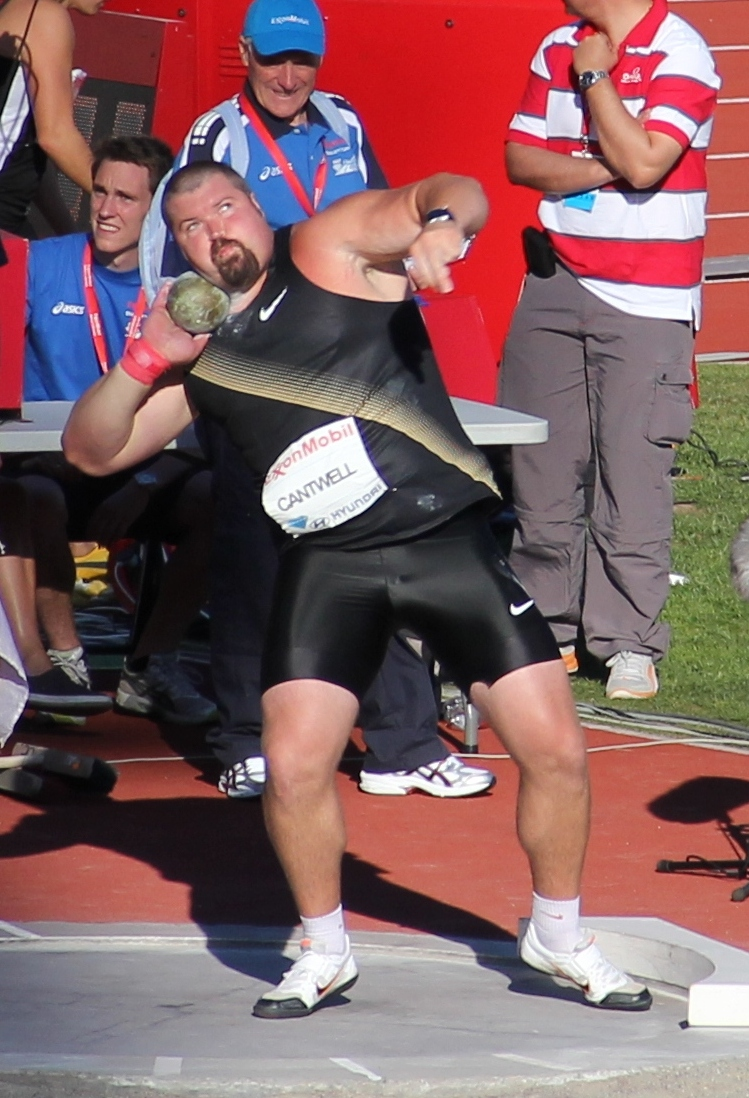
Christian Cantwell al Bislett Games di Oslo del 2010.

| Anno | Manifestazione  | Sede     | Evento         | Risultato | Misura  | Note                                    |
| ---- | --------------- | -------- | -------------- | --------- | ------- | --------------------------------------- |
| 2004 | Mondiali indoor | Budapest | Getto del peso | Oro       | 21,49 m |                                         |
| 2005 | Mondiali        | Helsinki | Getto del peso | 5º        | 20,87 m |                                         |
| 2006 | Mondiali indoor | Mosca    | Getto del peso | 10º       | 19,90 m |                                         |
| 2008 | Mondiali indoor | Valencia | Getto del peso | Oro       | 21,77 m |                                         |
| 2008 | Olimpiadi       | Pechino  | Getto del peso | Argento   | 21,09 m |                                         |
| 2009 | Mondiali        | Berlino  | Getto del peso | Oro       | 22,03 m | Miglior prestazione mondiale stagionale |
| 2010 | Mondiali indoor | Doha     | Getto del peso | Oro       | 21,83 m |                                         |
| 2011 | Mondiali        | Taegu    | Getto del peso | Bronzo    | 21,36 m |                                         |
| 2012 | Olimpiadi       | Londra   | Getto del peso | 4º        | 21,19 m |                                         |
| 2015 | Mondiali        | Pechino  | Getto del peso | 12º       | dns     |                                         |

## Altre competizioni internazionali
2010
- Vincitore della Diamond League nella specialità del getto del peso (25 punti)

2013
- Bronzo all'11th Athletic Bridge - Memorial Zdenka Hrbacka ( Dubnica nad Váhom), getto del peso - 19,82 m
- 8º al Weltklasse Zürich ( Zurigo), getto del peso - 20,13 m
- 5º al XXVII Meeting di Padova ( Padova), getto del peso - 19,10 m
- 7º al Zagreb Meeting ( Zagabria), getto del peso - 19,86 m

2014
- Oro al Jamaica International Invitational ( Kingston), getto del peso - 21,85 m
- Oro al Seiko Golden Grand Prix ( Tokyo), getto del peso - 21,33 m
- Oro al Shanghai Golden Grand Prix ( Shanghai), getto del peso - 21,73 m
- Bronzo al Prefontaine Classic ( Eugene), getto del peso - 21,38 m
- 7º all'ExxonMobil Bislett Games ( Oslo), getto del peso - 19,47 m
- 7º al DN Galan ( Stoccolma), getto del peso - 20,38 m
- 9º al Weltklasse Zürich ( Zurigo), getto del peso - 19,91 m
- 11º al Zagreb Meeting ( Zagabria), getto del peso - 18,92 m

2015
- 7º all'Adidas Grand Prix ( New York), getto del peso - 20,11 m